# Sàng sảy

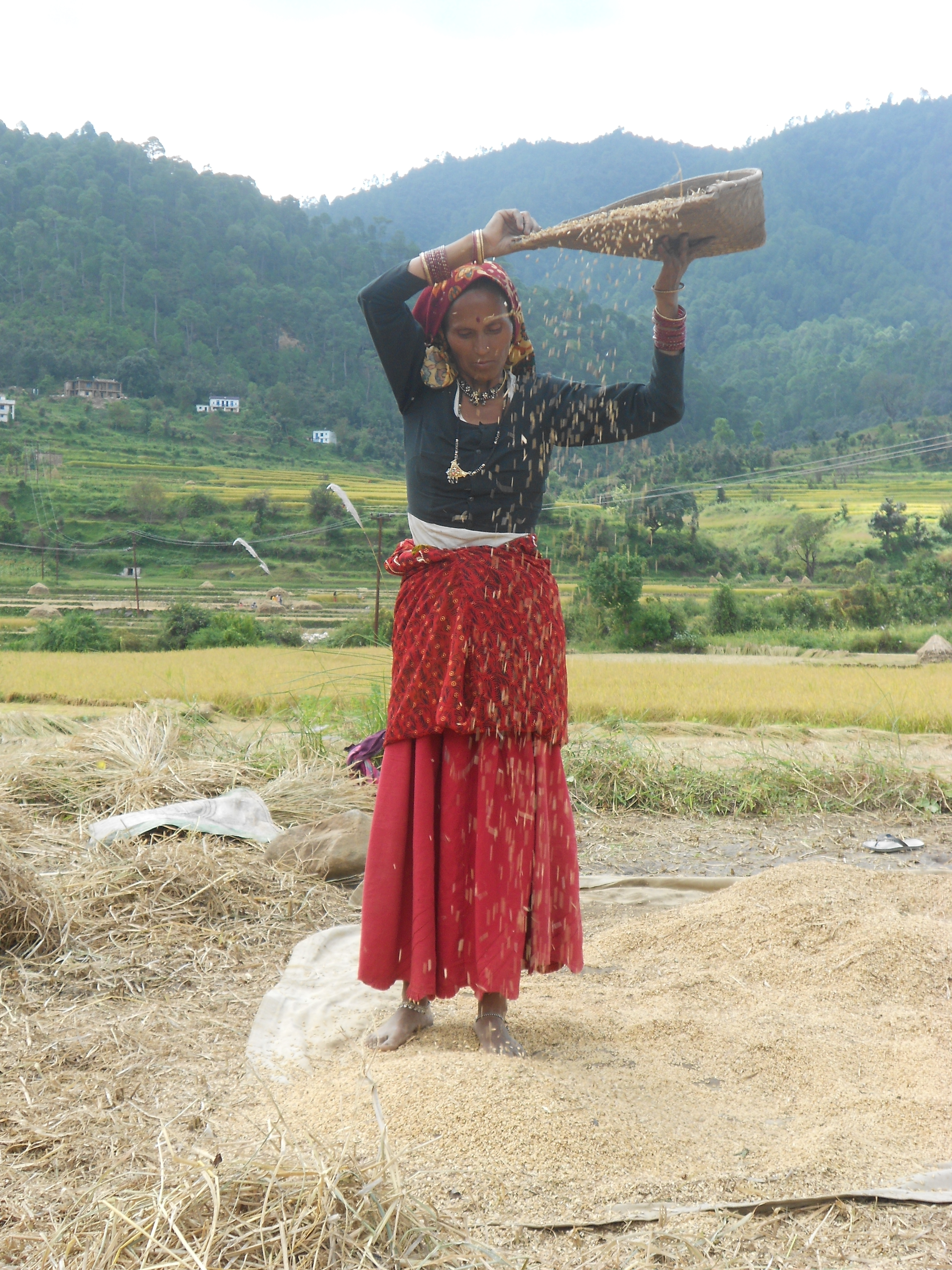
Sàng gạo ở Uttarakhand, Ấn Độ

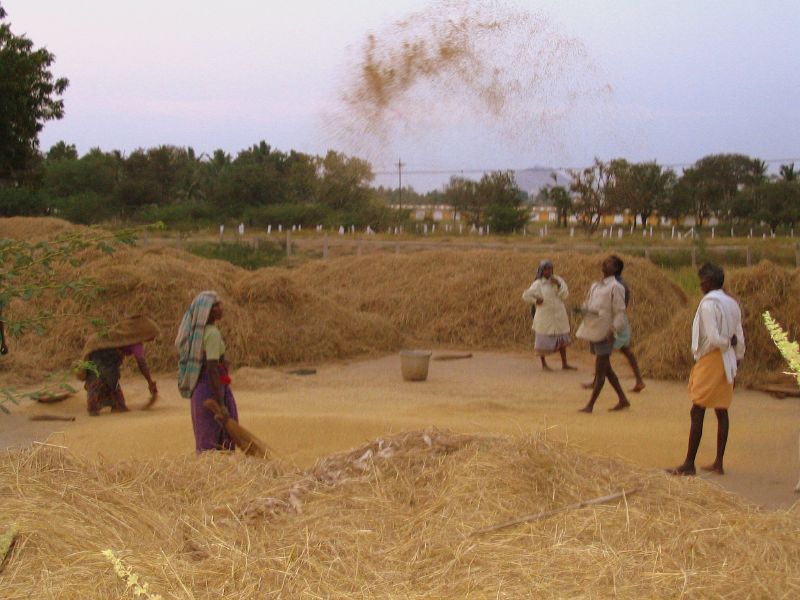
Sàng lương thực trong một ngôi làng ở Tamil Nadu, Ấn Độ

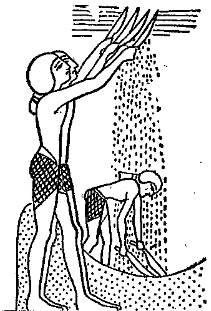
Các nhà nông nghiệp Ai Cập cổ đại sử dụng nĩa để sàng

Sàng sảy là một phương pháp nông nghiệp được phát triển bởi các nền văn hóa cổ đại để tách hạt khỏi vỏ. Phương pháp này cũng có thể được sử dụng để loại bỏ sâu bệnh khỏi ngũ cốc được dự trữ. Sàng thường được thực hiện sau quá trình tuốt hạt trong quá trình chuẩn bị ngũ cốc.
Ở hình thức đơn giản nhất, quá trình này có thể thực hiện bằng việc ném hỗn hợp hạt và vỏ trấu vào không khí để gió thổi bay lớp vỏ nhẹ hơn, trong khi các hạt nặng hơn rơi trở xuống và được thu lại. Các hình thức khác bao gồm sử dụng sàng (một cái rổ hình dạng đặc trưng theo vùng miền để lắc, rung và hất trấu) hoặc sử dụng công cụ (nĩa hoặc xẻng sàng sảy) trên đống ngũ cốc đã thu hoạch.

## Trong văn hóa Hy Lạp
Sàng (λίκνον [ líknon ], cũng có nghĩa là "cái nôi") nổi bật trong các nghi lễ dành cho Dionysus và trong Những bí ẩn của Eleusinian: "nó là một nông cụ đơn giản được tiếp quản và huyền bí hóa bởi tôn giáo của Dionysus", Jane Ellen Harrison nhận xét. Dionysus Liknites ("Dionysus của chiếc sàng") đã được đánh thức bởi những người phụ nữ Dionysian trong một hang động ở Parnassus phía trên Delphi, được gọi là Thyiades; chiếc sàng liên kết vị thần kết nối với các tôn giáo bí ẩn với chu kỳ nông nghiệp, nhưng những đứa trẻ Hy Lạp phàm trần cũng có thể được đặt trong một chiếc sàng. Trong Bài thánh ca gửi Zeus của Callimachus, Adrasteia đặt Zeus sơ sinh trong một líknon (sàng) vàng, con dê của cô ấy cho Zeus bú và ông được cho mật.
Trong sử thi Odyssey, nhà tiên tri Teiresias nói với Odysseus rằng hãy đi khỏi Ithaca bằng một mái chèo cho đến khi một người đi đường nói với anh ta rằng đó là một cái sàng (tức là, cho đến khi Odysseus đi xa biển đến nỗi mọi người không nhận ra mái chèo), và ở đó để xây dựng một ngôi đền thờ Poseidon.

## Trung Quốc

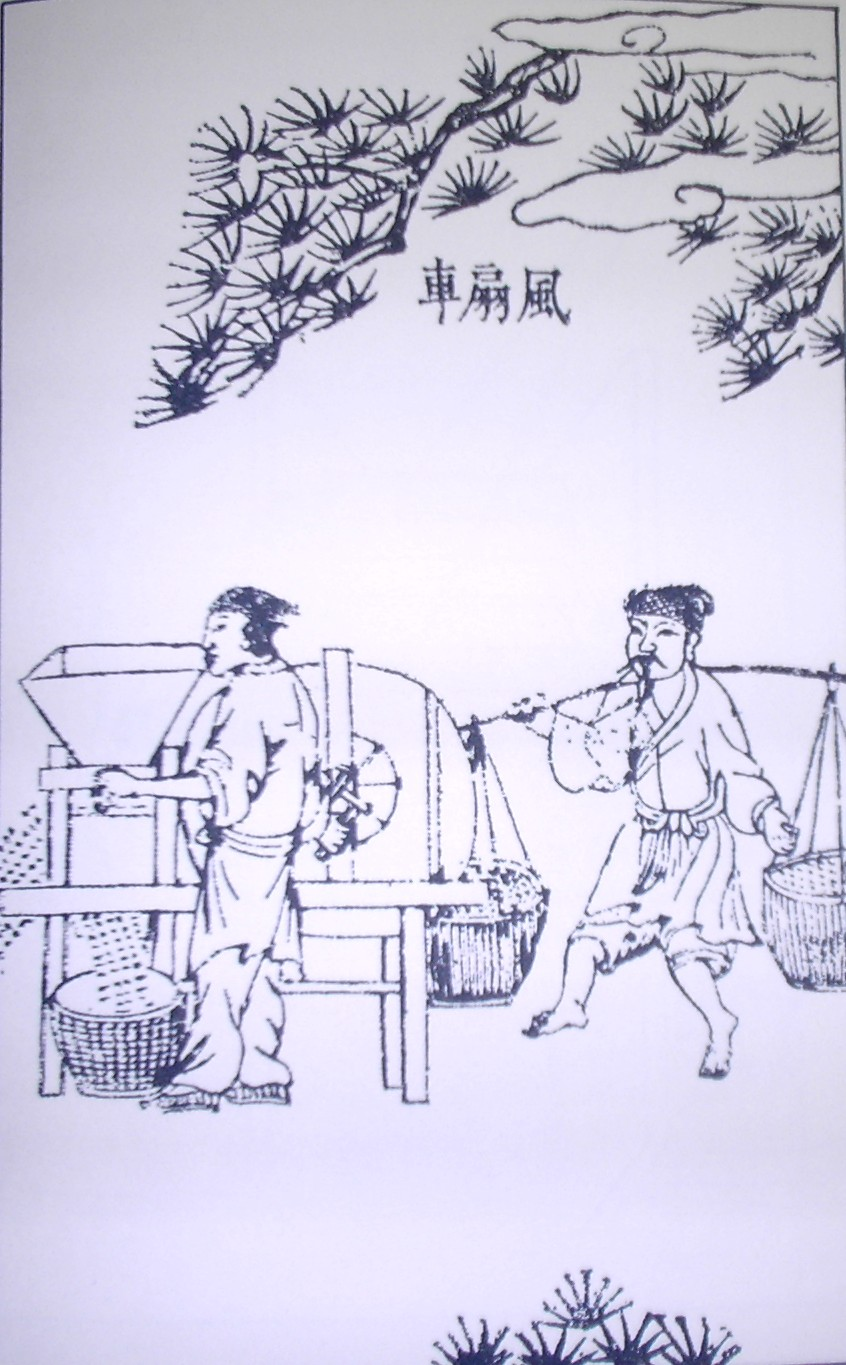
Máy sàng quay của Trung Quốc, từ bách khoa toàn thư Tiangong Kaiwu (1637)

Ở Trung Quốc cổ đại, phương pháp này đã được cải tiến bằng cách cơ giới hóa với sự phát triển của máy sàng có tời quay, sử dụng một quạt quay để tạo ra luồng gió. Điều này đã được nêu trong cuốn sách Nong Shu  vào năm 1313 bởi Wang Zhen.

## Ở châu Âu

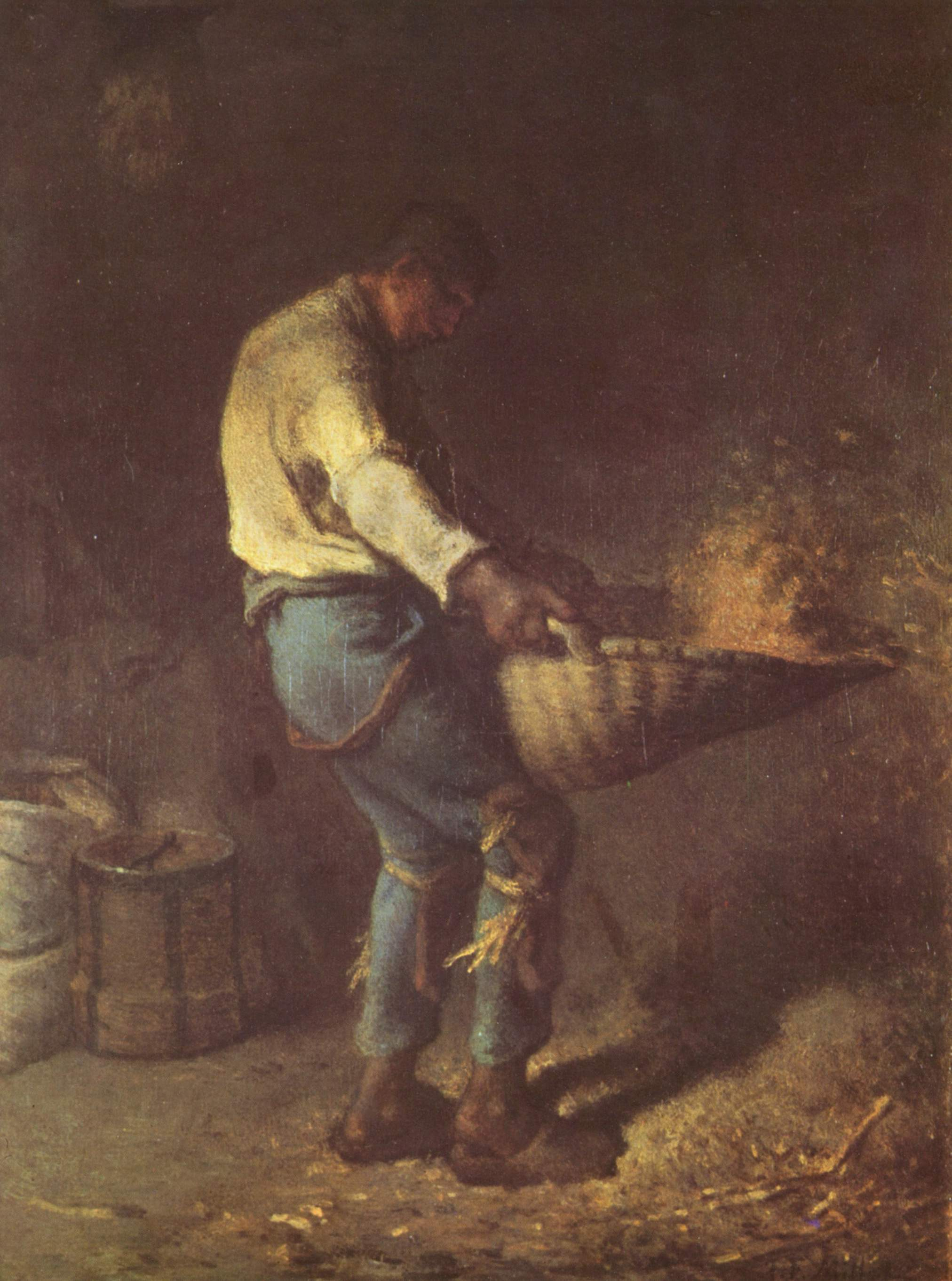
Le vanneur (The Winnower) của Jean-François Millet, một tác phẩm từ thế kỷ 19 miêu tả việc sàng sảy dùng nông cụ

Tại các khu định cư của người Saxon, chẳng hạn như một khu định cư vùng Northumberland là Ad Gefrin  của Bede (bây giờ được gọi là Yeavering), các tòa nhà được cho là có những lối vào ngược nhau khi một cuộc khai quật để tái thiết diễn ra. Trong các chuồng trại, một hệ chứa được tạo ra bằng cách sử dụng các ô cửa đối lập này đã được sử dụng trong việc sàng sảy.
Kỹ thuật do người Trung Quốc phát triển đã không được áp dụng ở châu Âu cho đến thế kỷ 18 khi máy sàng sử dụng 'quạt hình buồm'. Sàng tời quay được xuất khẩu sang châu Âu, do các thủy thủ Hà Lan mang đến trong khoảng những năm 1700 đến năm 1720. Khá rõ ràng rằng họ đã lấy được chúng từ khu định cư Batavia của Hà Lan ở Java, khu Đông Ấn thuộc Hà Lan. Người Thụy Điển cũng đã nhập khẩu một số máy từ miền nam Trung Quốc vào cùng thời điểm này và các tu sĩ Dòng Tên đã đưa một số từ Trung Quốc sang Pháp vào năm 1720. Cho đến đầu thế kỷ 18, không có máy sàng quay nào tồn tại ở phương Tây.

## Ở Mỹ
Sự phát triển của hầm thóc cho phép các đồn điền trồng lúa ở Nam Carolina tăng sản lượng đáng kể.

## Quá trình cơ giới hóa

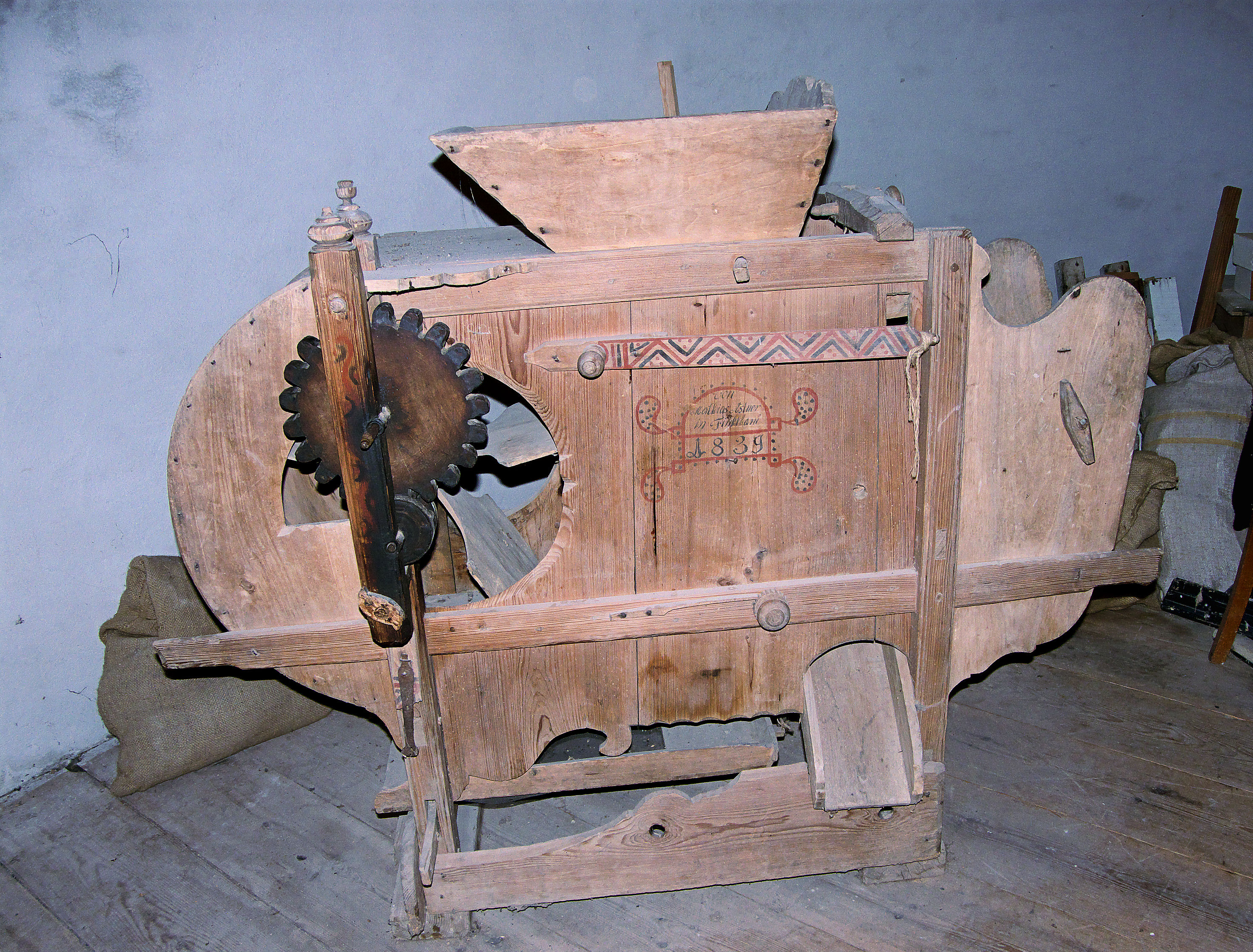
Máy sàng từ năm 1839

Năm 1737, Andrew Rodger, một nông dân ở điền trang Cavers vùng Roxburghshire, đã phát triển một chiếc máy thu hoạch ngô có tên là 'Fanner'. Những chiếc máy này tỏ rõ sự hiệu quả và gia đình đã bán chúng trên khắp Scotland trong nhiều năm. Một số người đứng đầu dòng Presbyterian Scotland coi những chiếc máy này là tội lỗi chống lại Chúa, vì gió là thứ do ngài đặc biệt tạo ra và gió nhân tạo là một hành động liều lĩnh và ngấm ngầm nhằm chiếm đoạt những gì thuộc về một mình Chúa. Khi cuộc Cách mạng Công nghiệp nổ ra, quy trình xử lý được cơ giới hóa bằng những phát minh của các loại máy sàng, chẳng hạn như các máy sàng dùng quạt.